# Cecilie Uttrup Ludwig
Cecilie Uttrup Ludwig, född den 23 augusti 1995 i Frederiksberg, är en dansk  professionell landsvägscyklist.
Utöver de rent sportsliga resultaten är hon känd för sina känslofyllda och animerade intervjuer efter loppen.

## Meriter
2012
Världsmästerskapen i landsvägscykling för juniorer
2:a  i tempolopp
8:a i linjelopp
2016
Vinnare av  Danska mästerskapen i tempolopp
Vinnare  totalt Tour de Feminin-O cenu Českého Švýcarska
Vinnare av  ungdomstävlingen
Vinnare av etapperna 1 och 5
Vinnare av  bergspristävlingen i Tour of Norway
Gracia–Orlová
Vinnare av  bergspristävlingen
Vinnare av  poängtävlingen
Vinnare av  ungdomstävlingen i Auensteiner–Radsporttage
5:a KZN Summer Series Race
7:a 94.7 Cycle Challenge
9:a i linjelopp vid Europamästerskapen i landsvägscykling
9:a Gooik–Geraardsbergen–Gooik
10:a Boels Rental Hills Classic
2017
Vinnare av  Danska mästerskapen i tempolopp
Vinnare av  ungdomstävlingen UCI Women's World Tour
Vinnare  totalt av Setmana Ciclista Valenciana
Vinnare av  ungdomstävlingen
Vinnare av  ungdomstävlingen i Giro Rosa
2:a totalt Giro della Toscana Femminile
Vinnare av  ungdomstävlingen
2:a  i tempolopp vid Europamästerskapen för U23
2:a Crescent Vårgårda UCI Women's WorldTour TTT
Världsmästerskapen i landsvägscykling
3:a  i lagtempo
10:a i tempolopp
3:a Trofeo Alfredo Binda
3:a La Classique Morbihan
5:a Grand Prix de Plumelec-Morbihan
7:a totalt Emakumeen Bira
8:a totalt The Women's Tour
9:a Strade Bianche
10:a Liège–Bastogne–Liège
2018
Vinnare av   Danska mästerskapen i tempolopp
3:a Crescent Vårgårda UCI Women's WorldTour TTT
3:a Ladies Tour of Norway
3:a Giro dell'Emilia
4:a totalt Setmana Ciclista Valenciana
4:a La Course by Le Tour de France
4:a Chrono des Nations
6:a totalt Giro Rosa
7:a Trofeo Alfredo Binda
10:a Strade Bianche
2019
Vinnare av Grand Prix de Plumelec-Morbihan
Vinnare av  bergspristävlingen i Tour of Scotland
3:a Trofeo Alfredo Binda
3:a Flandern runt
3:a La Course by Le Tour de France
4:a totalt Tour de Bretagne
5:a Strade Bianche
6:a Amstel Gold Race
8:a La Flèche Wallonne
10:a totalt Setmana Ciclista Valenciana
10:a Liège–Bastogne–Liège
2020
Vinnare av Giro dell'Emilia
2:a La Flèche Wallonne
3:a i linjelopp vid Danska mästerskapen
4:a totalt Giro Rosa
Vinnare av  bergspristävlingen
7:a Strade Bianche
8:a i linjelopp vid Världsmästerskapen i landsvägscykling
2021
2:a La Course by Le Tour de France
3:a Trofeo Alfredo Binda
5:a totalt Tour of Norway
5:a Strade Bianche
6:a totalt Vuelta a Burgos
Vinnare av etapp 3
7:a Flandern runt
7:a Amstel Gold Race
8:a La Flèche Wallonne
8:a Liège–Bastogne–Liège
8:a i linjelopp vid Världsmästerskapen i landsvägscykling
2022
Vinnare av  Danska mästerskapen i linjelopp
Vinnare  totalt av Tour of Scandinavia
Vinnare av etapp 5
2:a totalt Setmana Ciclista Valenciana
3:a Durango-Durango Emakumeen Saria
5:a totalt Challenge by La Vuelta
5:a totalt Vuelta a Burgos
5:a i linjelopp vid Världsmästerskapen i landsvägscykling
5:a Strade Bianche
6:a Flandern runt
6:a totalt Giro Donne
7:a totalt Tour de France
Vinnare av etapp 3
9:a Trofeo Alfredo Binda
2023
Vinnare av Giro dell'Emilia
2:a i Tre Valli Varesine
2:a totalt i Tour of Scandinavia
Vinnare av etapperna 2 och 5
3:a  i linjelopp vid Världsmästerskapen i landsvägscykling
3:a Strade Bianche
6:a totalt i Giro Donne
10:a totalt i Setmana Ciclista Valenciana
10:a Amstel Gold Race